# Straż Wojskowa Wszechwielkiego Wojska Dońskiego
Straż Wojskowa Wszechwielkiego Wojska Dońskiego (ros. Войсковая стража Всевеликого Войска Донского) – formacja policyjna w Republice Dońskiej w latach 1918–1920
Straż Wojskowa została powołana 5 października 1918 r. w miejsce dotychczasowych ochotniczych milicji kozackich. Było to związane z narastaniem na terytorium Republiki Dońskiej coraz silniejszej przestępczości, a także przybliżaniem się do granic wojsk bolszewickich. Na czele formacji stał Wojskowy Naczelnik Straży, przemianowany w listopadzie tego roku na Inspektora Straży Wojskowej, który był mianowany przez Atamana Dońskiego gen. Piotra N. Krasnowa na wniosek kierownika Oddziału Spraw Wewnętrznych Wszechwielkiego Wojska Dońskiego gen. Pawła T. Siemionowa. Miał on swojego zastępcę. Straż podlegała Oddziałowi Spraw Wewnętrznych Wszechwielkiego Wojska Dońskiego. Do zadań Straży należała ochrona porządku państwowego i publicznego, obrona bezpieczeństwa ludności cywilnej i praw politycznych. W terenie działali naczelnicy straży okręgowych, miejskich i kolejowych, mianowani przez dowódców wojskowych na wniosek atamanów okręgowych. Naczelnikom straży okręgowych podlegały straże okręgowe i straże okręgowych stanic, chutorów i wsi. Straż działała do obalenia Republiki Dońskiej przez wojska bolszewickie na pocz. 1920 r.